# Casiornis
Casiornis là một chi chim trong họ Tyrannidae.